# Beurandang Dayah
Beurandang Dayah is een bestuurslaag in het regentschap Aceh Utara van de provincie Atjeh, Indonesië. Beurandang Dayah telt 348 inwoners (volkstelling 2010).